# Lindasoft
Lindasoft è stata una software house italiana attiva nel 1987-1994 circa e specializzata in videogiochi per i computer Atari 8-bit, Atari ST e Amiga.

## Storia
Lindasoft aveva sede a Monza in via Pindemonte ed era gestita dal titolare Doriano Benaglia, che è stato anche il software manager di Atari Italia s.p.a.
Il nome dell'azienda deriva da Linda, la figlia di Benaglia. Il logo era a tema coccinella, e anche questo deriva dal soprannome che il padre dava alla bambina piccola.
Benaglia lavorava in banca ed era entrato nel settore dei videogiochi realizzando il design dell'avventura testuale 2030 Radio Killers (1986) per la Lago.
Le prime attività conosciute della Lindasoft, produzioni di giochi a basso costo per Atari 8-bit distribuiti da Atari Italia, risalgono al 1987. Fu la prima software house a sviluppare videogiochi per computer Atari 8-bit in Italia e rimase l'unica almeno fino al 1991.

Emanuele Bergamini (uno dei programmatori) e Doriano Benaglia durante un'intervista, maggio 1991

Sebbene fosse di piccole dimensioni, nel 1991 Lindasoft veniva annoverata tra le software house di videogiochi italiane degne di nota, insieme a Digiteam, Genias, Idea, Lago e Simulmondo.
Secondo uno degli ex programmatori, la maggior parte del giro d'affari di Lindasoft non avveniva con la distribuzione nei negozi, ma con la vendita diretta per ordine postale tramite annunci sulla stampa.
Nei primi anni '90 Lindasoft si specializzò in videogiochi a basso costo per Atari ST e Amiga, scritti rispettivamente nei linguaggi di programmazione STOS BASIC e AMOS BASIC, e con il codice sorgente reso disponibile e commentato insieme al gioco stesso. Questa originale caratteristica interessò il pubblico degli aspiranti programmatori. L'utente infatti era incoraggiato a modificare i programmi e poteva apprendere le tecniche di programmazione di videogiochi.
Questo tipo di prodotti venne inizialmente soprannominato Brico-game (da bricolage, in riferimento alla possibilità di modifiche fai da te al programma) e fu inaugurato da Hockey pista (1990), seguito da Hypnotic Land (1991). All'epoca erano disponibili anche molti programmi dilettantistici in pubblico dominio con codice BASIC aperto, ma secondo Benaglia i Brico-game commerciali si distinguevano per la grafica più professionale. STOS e il recentemente introdotto AMOS erano ambienti di sviluppo simili e l'azienda disponeva di un programma che permetteva di leggere su AMOS i sorgenti realizzati con STOS. Secondo Benaglia bastavano alcune modifiche per completare il porting da un sistema all'altro.
Nel 1993 Lindasoft entrò nel mercato dei giochi da tavolo producendo Conquista la corona, un gioco di carte basato anche sul dado. Rimane l'unico gioco da tavolo conosciuto della Lindasoft.
Nel periodo tardo (fine 1993) l'azienda prese anche il nome di Lindagiochi. Non si hanno informazioni precise sulla chiusura; il videogioco più recente conosciuto è datato 1994. Benaglia afferma di aver abbandonato il settore videogiochi dopo il tracollo di Atari Italia.

## Videogiochi
Lindasoft è stata editrice e distributrice in Italia di giochi e altro materiale per Atari 8-bit, spesso di origine straniera ma dotato di manuale italiano, incluse alcune edizioni pirata con titoli modificati. Ha inoltre sviluppato software originale per Atari 8-bit e poi anche per Atari ST e Amiga, spesso in italiano o rivolto al mercato italiano, ma alcuni titoli giunsero anche all'estero. Di seguito un elenco parziale del software originale sviluppato da Lindasoft.
- I Beatles e il papiro della pace (1987) per Atari 8-bit, avventura testuale, molto rara e recuperata nel 2017[21]
- Campo di fuoco (1992) per Amiga, simulatore di tiro a segno[22]
- Circo Bianco / White Circus (1987) per Atari 8-bit, sport invernali[23]
- Cluedo (1989?) per Atari 8-bit, simulatore del gioco da tavolo Cluedo[24]
- Conquest of the Crown (1994) per Atari 8-bit, platform su cartuccia, forse venduto solo in abbinamento al gioco da tavolo Conquista la corona[25]
- Conquista la corona (1993) per Amiga, versione computer del gioco da tavolo Conquista la corona precedentemente prodotto dalla stessa Lindasoft[26][27]. Fu venduto in abbinamento con il gioco da tavolo[15].
- Crocodile's Pastime (1989?) per Atari ST, rompicapo[28]
- Gangstersville (1988) per Atari 8-bit, sparatutto con pistola ottica XES-2001[29]
- Hockey pista o Franco Girardelli Hockey (1990) per Amiga e Atari ST, sportivo
- Holo-Squash (1992) per Amiga, sportivo simile a uno squash con bersagli. Contemporaneamente la TopFlight di Pavia realizzò l'attrezzatura per una versione reale dello sport, basata su tabelloni elettronici con bersagli funzionanti a membrane, che fu distribuita ad alcune palestre[30]
- Hypnotic Land (1991) per Amiga, Atari ST e Atari 8-bit, rompicapo
- Jewels (1992?) per Amiga, rompicapo clone di Columns[22]
- Labirinto (1987) per Atari 8-bit, azione
- Magic Escape / Test Drive (1988) per Atari 8-bit, avventura dinamica / guida
- The Shining Way of Kung Fu (1991) per Amiga, picchiaduro a incontri sportivo
- La storia infinita (1986?) per Atari 8-bit, avventura testuale
- Time Horn: Il corno del tempo (1991) per Amiga, videogioco di ruolo fantasy
- I Transformers nel pianeta del teschio, in copertina Trans-Robots sul pianeta del teschio[31] (1988?), anche Trans Robots on the Skull Planet all'estero[32], per Atari 8-bit, azione
- World Aid Games (1992) per Amiga, raccolta degli inediti Holo-Race (azione), Pro-X (simile a Lemmings) e Wind Challengers 92 (simulatore velistico di America's Cup); il ricavato andava in beneficenza all'UNICEF per ex Jugoslavia, Somalia e Mozambico[33][34][35]. I tre giochi vennero in seguito venduti per posta anche individualmente[15]

Elenco parziale di applicativi originali:
- Astrologia (1991?) per Atari ST[36]
- Totomago (1989?) per Atari ST e Amiga, pronostici calcistici basati sui Tarocchi[37][38]

Lindasoft fece anche da distributore italiano di giochi per console Atari 2600 e di almeno un gioco per console Atari Lynx, Crystal Mines II.